# Stara srpska pravoslavna crkva u Sarajevu
Stara srpska pravoslavna crkva je jedan od najstarijih i najvrijednijih kulturno-povijesnih spomenika Sarajeva i ubraja se među najstarije sakralne objekte na ovim prostorima. Nalazi se nedaleko od Baščaršije, na početku Titove ulice.
Komisija za očuvanje nacionalnih spomenika Bosne i Hercegovine na sjednici u prvoj polovini septembra 2006. godine proglasila je graditeljsku cjelinu - Staru pravoslavnu crkvu (Crkvu svetih arhanđela Mihaila i Gavrila) u Sarajevu nacionalnim spomenikom Bosne i Hercegovine. Prvi put se spominje 1539. godine, ali pretpostavlja se da je izgrađena na temeljima jedne još starije crkve. Odlikuje je stil srednjovjekovnih srpsko-bizantskih građevina. Crkva je izuzetan arhitektonski spomenik, a njena je unutrašnjost riznica izvanrednih primjeraka drvoklesarskog umijeća i ikonopisne umjetnosti. Sadrži petu po vrijednosti zbirku ikona u svijetu.
Nacionalni spomenik se sastoji od: crkve, crkvenog dvorišta, zgrade Muzeja, ogradnog zida, ulazne kapije, parohijskog doma i pokretnog naslijeđa. Između ostalog, Komisija je konstatirala da se u sklopu Muzeja nalazi zbirka od 140 ikona, četiri ikonostasna fragmenta, zbirka od 114 predmeta izrađenih od metala, zbirka od 13 knjiga, zbirka od šest starih dokumenata, te zbirka od 37 liturgijskih tkanina i veza.
Zanimljivo je tlocrtno rješenje, gdje je širina veća od dužine, središnji dio okružen je lukovima i galerijom. Zvonik je dograđen 1883. godine, a rekonstruiran 1960. godine, kada je dobio današnji izgled. U unutrašnjem dvorištu nalazi se muzej s vrijednom zbirkom ikona iz vremena od XIII do XIX stoljeća, brojni rukopisi, liturgijski i umjetnički eksponati. U crkvi se, po crkevnom predanju, nalazi dio moći svete Tekle (stopalo).